# 欣戈比鎮區 (明尼蘇達州卡斯縣)
欣戈比鎮區（英語：Shingobee Township）是一個位於美國明尼蘇達州卡斯縣的行政鎮區。

## 人口
根據2020年美國人口普查的數據，欣戈比鎮區的面積為185.90平方千米，當中陸地面積為131.10平方千米，而水域面積為4.80平方千米。當地共有人口1661人，而人口密度為每平方千米9人。